# Mimicat
Marisa Isabel Lopes Mena (Coimbra, 25 oktober 1984), beter bekend onder haar artiestennaam Mimicat, is een Portugese zangeres.

## Biografie
Lopes Mena raakte reeds op vijftienjarige leeftijd bekend in eigen land door deel te nemen aan Festival da Canção 2001, de Portugese preselectie voor het Eurovisiesongfestival. Onder de artiestennaam Izamena strandde ze in de halve finale. In 2009 behaalde ze haar universitair diploma in beeld en geluid. In 2014 bracht ze haar eerste album uit.
In het voorjaar van 2023 nam ze, onder de naam Mimicat, voor een tweede maal deel aan Festival da Canção. Met het nummer Ai coração wist ze ditmaal wel de finale te halen en zelfs te winnen. Hierdoor mocht ze haar vaderland vertegenwoordigen op het Eurovisiesongfestival 2023, dat gehouden zal worden in het Britse Liverpool. Hier haalde ze de finale en strandde ze op de 23e plek.
1964: António Calvário · 
1965: Simone de Oliveira · 
1966: Madalena Iglésias · 
1967: Eduardo Nascimento · 
1968: Carlos Mendes · 
1969: Simone de Oliveira · 
1971: Tonicha · 
1972: Carlos Mendes · 
1973: Fernando Tordo · 
1974: Paulo de Carvalho · 
1975: Duarte Mendes · 
1976: Carlos do Carmo · 
1977: Os Amigos · 
1978: Gemini · 
1979: Manuela Bravo · 
1980: José Cid · 
1981: Carlos Paião · 
1982: Doce · 
1983: Armando Gama · 
1984: Maria Guinot · 
1985: Adelaide Ferreira · 
1986: Dora · 
1987: Nevada · 
1988: Dora · 
1989: Da Vinci · 
1990: Nucha · 
1991: Dulce Pontes · 
1992: Dina · 
1993: Anabela · 
1994: Sara Tavares · 
1995: Tó Cruz · 
1996: Lúcia Moniz · 
1997: Célia Lawson · 
1998: Alma Lusa · 
1999: Rui Bandeira · 
2001: MTM · 
2003: Rita Guerra · 
2004: Sofia Vitória · 
2005: 2B · 
2006: Nonstop · 
2007: Sabrina · 
2008: Vânia Fernandes · 
2009: Flor-de-Lis · 
2010: Filipa Azevedo · 
2011: Homens da Luta · 
2012: Filipa Sousa · 
2014: Suzy · 
2015: Leonor Andrade · 
2017: Salvador Sobral · 
2018: Cláudia Pascoal · 
2019: Conan Osíris · 
2021: The Black Mamba · 
2022: Maro · 
2023: Mimicat · 
2024: Iolanda · 
2025: Napa